# Латвійський фестиваль пісні й танцю
Латвійський фестиваль пісні й танцю (латис. Vispārējie latviešu Dziesmu un Deju svētki) є одним з найбільших аматорських хорових подій у світі і є важливою подією в латиській культурі та суспільному житті. Він також є шедевром усної та нематеріальної спадщини людства. Вселатвіське свято пісні й танцю проводиться з 1873 року, як правило, кожні п'ять років. Під час фестивалю відкривають виставки фотографій, мистецтва та народних промислів, оркестрові концерти та святковий парад. Події та змагання, що передували події відбуваються протягом всього періоду між фестивалями.
Близько 30000 виконавців загалом беруть участь в цьому заході. Як правило в репертуарі були народні пісні та класичні хорові пісні, які виконувались акапельно, проте, останнім часом, сучасні популярні пісні були теж включені в репертуар.

## Історія
Традиція співочих свят виникла в першій половині XIX століття в багатьох європейських країнах, а пізніше також була організована балтійськими німцями. В Латвії перші кроки цієї традиції виникли під час пісенних днів в замку Діклі в 1864 році, що переросло пізніше у Свято пісні в Ризі протягом літа 1873 року, 1003 співаки та 30 оркестрантів взяли участь у першому фестивалі. Тільки один раз фестиваль проходив за межами Риги - в Єлгаві в 1895 році.
Під час радянського вторгнення та анексії Латвії в 1940 році, фестивалі тривали в Латвійській РСР. Під час окупації традиція була продовжена в вигнанні, спочатку в таборах переміщених осіб після Другої світової війни, в першу чергу в західних зонах в Німеччині, а потім в Канаді, Сполучених Штатах та Австралії. За кордоном Свято пісні та танцю зараз проводиться кожні чотири роки, чергуючись між Сполученими Штатами та Канадою.
1948 року у фестивалі вперше брали участь танцювальні колективи.
З 1955 року фестиваль проходить на сцені Межапаркс.
З 1960 року кожні 5 років також проводиться Фестиваль пісні і танцю шкільної молоді Латвії.
20-й фестиваль 1990 року відбувся незабаром після прийняття Декларації про відновлення незалежності Латвії.
Як один з Балтійських пісенних фестивалів, поряд з Естонським святом пісні та Литовським святом пісні, 2003 року фестиваль був проголошений шедевром усної та нематеріальної культурної спадщини людства і доданий до списку ЮНЕСКО 2008 року.
24-й фестиваль було проведено в липні 2008 р. Основні заходи проходили на Великій Естраді в Межапарку і на стадіоні Даугава в Ризі.
25-й фестиваль було проведено 2013 р.
26-й фестиваль пройшов у 2018 р. на честь 100-річчя Латвійської держави. У ньому брали участь колективи української діаспори Латвії та колектив латвійської діаспори з України.
Наступний, 27-й фестиваль запланований на 2023 рік на честь 150-річчя Фестивалю пісні.